# Antal Kotász
Antal Kotász est un footballeur hongrois né le 1er septembre 1929 à Vasvár et mort le 6 juillet 2003 à Budapest. Il évoluait au poste de milieu.

## Carrière
Il réalise la quasi-totalité de sa carrière de joueur au Budapest Honvéd. Avec cette équipe, il remporte la Coupe Mitropa en 1959 et joue deux matchs en Coupe d'Europe des clubs champions lors de la saison 1956-1957.
International hongrois, il reçoit 37 sélections en équipe de Hongrie de 1954 à 1961. Il joue son premier match le 19 septembre 1954 contre la Roumanie et son dernier le 22 octobre 1961 contre les Pays-Bas
Il participe à la Coupe du monde 1958 avec la Hongrie. Lors du mondial, il joue deux matchs : contre le Mexique et le Pays de Galles.

## Palmarès
- Vainqueur de la Coupe Mitropa en 1959
- Champion de Hongrie en 1955
- Finaliste de la Coupe de Hongrie en 1955